# Museum voor beeldende kunsten van de republiek Karelië
Het Museum voor beeldende kunsten van de republiek Karelië (Russisch: Музей изобразительных искусств Республики Карелия, Karelisch: Karjalan tašavallan taitehmusejo, Fins: Karjalan tasavallan taidemuseo) is een kunstmuseum in de Russische stad Petrozavodsk, hoofdstad van de republiek Karelië. Het museum bestaat sinds 1960.

## Gebouw
Het museum bevindt zich in een historisch gebouw uit 1789, die als beschermd monument van federale betekenis geklasseerd is. In de loop der tijd heeft dit gebouw onder andere stedelijk volksschool, openbare bibliotheek, paleis van jonge piniers en cultuurschool gehuisvest. Het museum betrekt dit gebouw sinds zijn opening in 1960. Het gebouw bevindt zich op het Kirovplein.

## Collecties
Het museum bewaart ca. 12000 voorwerpen, die over volgende deelcollecties verdeeld zijn:
- Iconen uit 15e - 20e eeuw (ca. 2500 stukken)
- Karelische volkskunst, o.a. textiel, borduurwerk, serviesgoed, werken van verschillende toegepaste kunsten (ca. 2000 stukken)
- Russische kunst uit 18e - begin 20e eeuw, met o.a. werken van Ivan Aivazovski, Aleksej Bogoljoebov, Ivan Kramskoj, Ilja Repin, Vasili Polenov en Konstantin Korovin (ca. 400 stukken)
- Russische kunst uit de 20e eeuw (dat wil zeggen Socialistisch realisme)
- Karelische kunst uit de 20e eeuw, werken van lokale schilders, tekenaars en beeldhouwers (ca. 300 stukken)
- West-Europese kunst uit 16e - 20e eeuw (ca. 300 stukken)